# Woman's World (canção)
"Woman's World" é uma canção da cantora norte-americana Cher, gravada para o seu vigésimo sexto álbum de estúdio Closer to the Truth. Foi escrita por Matt Morris, Paul Oakenfold e Anthony Crawford, enquanto que a produção foi feita por Oakenfold e JD Walker. Liricamente, a faixa é um hino de empoderamento feminino, no qual Cher exclama que ela é "forte o suficiente para superar", porque "este é o mundo das mulheres".

## Desempenho nas tabelas musicais

### Posições
| Tabela musical (2013)                           | Melhor posição |
| ----------------------------------------------- | -------------- |
| Alemanha (Media Control Charts)                 | 49             |
| Austrália (ARIA Charts)                         | 77             |
| Áustria (Ö3 Austria Top 40)                     | 60             |
| Bélgica (Ultratop 50 da Flanders)               | 87             |
| Bélgica (Ultratop 40 da Valônia)                | 38             |
| Estados Unidos (Bubbling Under Hot 100 Singles) | 25             |
| Estados Unidos (Hot Dance Club Songs)           | 1              |
| Estados Unidos (Dance/Electronic Songs)         | 16             |
| Estados Unidos (Adult Contemporary)             | 28             |
| Suíça (Schweizer Hitparade)                     | 26             |
| Venezuela (Record Report)                       | 9              |

## Performances ao vivo
Cher cantou a música em seus seguintes concertos:
- Dressed to Kill Tour (2014)
- Classic Cher (2017-2018)